# 羅維奧
羅維奧是瑞士的城鎮，位於該國南部，由提契諾州負責管轄，面積5.53平方公里，海拔高度497米，2011年人口728，七成半人口信奉羅馬天主教，人口密度每平方公里132人。